# 오택관
오택관(吳澤寬, 1888년 4월 20일~?)은 대한민국의 정치인이며 목사였다.
평양신학교를 졸업하했으며, 초대 국회의원 재임 당시에 국회 내의 반민특위 재판관으로 활동하였다.
- 한국 전쟁 중인 1950년 9월 2일에 조선민주주의인민공화국으로 납북되었다.

## 역대 선거 결과
|  | 27.20% |

|  | 0% |

## 참고자료
- 《대한민국 의정총람》, 국회의원총람발간위원회, 1994년
- 오택관 - 대한민국헌정회
- 한국전쟁 납북사건 자료원 오택관 관련 자료 (pdf파일)